# Ferdinand Laub

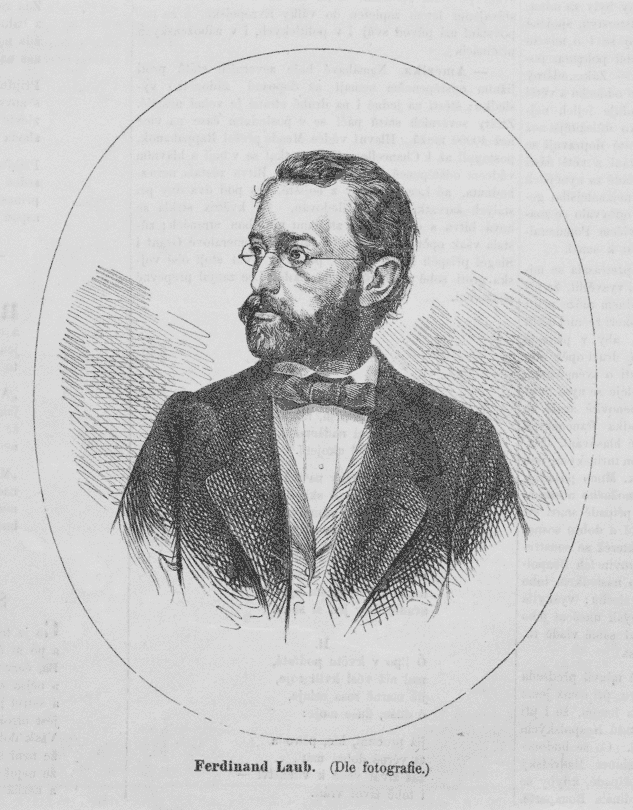
Ferdinand Laub.

Ferdinand Laub, född 19 januari 1832 i Prag, död 17 mars 1875 i Gries-San Quirino nära Bolzano, var en tjeckisk violinist. 
Laub studerade vid musikkonservatoriet i Prag, blev 1853 konsertmästare i Weimar samt var 1855–57 lärare vid Julius Sterns musikkonservatorium i Berlin, sedan konsertmästare och kunglig kammarvirtuos till 1864, då han begav sig på turnéer. Därunder besökte han även Sverige (1865). Han blev slutligen, 1866, professor i violinspel i Moskva och konsertmästare vid ryska musiksällskapet. Han invaldes 1870 som ledamot av Kungliga Musikaliska Akademien i Stockholm.